# Vallermosa
Vallermosa (sardinsky: Biddaramòsa) je italská obec (comune) v provincii Sud Sardegna v regionu Sardinie. Nachází se ve výšce 70 metrů nad mořem a má přibližně 1 800 obyvatel. Rozloha obce je 61,75 km².